# Inmigración portuguesa en Uruguay
Los uruguayos portugueses son uruguayos de ascendencia portuguesa total o parcial, muchos de los cuales son de ascendencia azoriana.
Los portugueses llegaron a Uruguay en la época del período colonial español. Muchos de ellos eran marineros, conquistadores, clérigos y miembros del ejército. Entre los portugueses que llegaron más tarde se encontraban piratas en conflicto con el liderazgo español; Colonia del Sacramento, fundada por los portugueses en 1680, que con el tiempo se convirtió en un centro regional de contrabando, es un ejemplo notable de esas épocas.
Otra fuente de inmigración portuguesa a Uruguay fueron los brasileños de ascendencia portuguesa, que cruzaron la frontera hacia el país desde que éste se independizó.
Durante la segunda mitad del siglo XIX y parte del XX llegaron varios inmigrantes portugueses más; la última oleada tuvo lugar entre 1930 y 1965.
La cifra más reciente es del censo uruguayo de 2011, que reveló 367 personas que declararon a Portugal como su país de nacimiento, mientras que en 2019 la ONU estimó que 579 personas nacidas en Portugal vivían en el país.
Sin embargo, en 2021, 3069 ciudadanos portugueses se han registrado como residentes en Uruguay ante las autoridades portuguesas. Esta cifra es superior a los datos recogidos en el último censo uruguayo o al proporcionado por la ONU, ya que muchos ciudadanos portugueses pueden haber nacido en otro lugar, por lo que no cuentan como «nacidos en Portugal».
Las cifras reales pueden ser más altas porque los ciudadanos portugueses no tienen la obligación de notificar a su embajada su traslado al extranjero. Además de los ciudadanos portugueses, también hay muchos lusodescendientes cuyo número es difícil de estimar.